# Connecticut Transit
Connecticut Transit (CT Transit) è un sistema di trasporto con autobus che serve gran parte dello stato del Connecticut, Stati Uniti d'America, e rappresenta una divisione del Dipartimento dei Trasporti dello stato. CT Transit offre servizio di trasporto tramite fornitori a contratto in sette diverse aree metropolitane nello stato, concentrandosi principalmente nella Contea di Hartford e nella Contea di New Haven. CT Transit ha iniziato il servizio nel 1976.